# 博德罗格基什福卢德
博德罗格基什福卢德，是匈牙利包尔绍德-奥包乌伊-曾普伦州所辖的一个村。总面积14.68平方公里，总人口878，人口密度59.8人/平方公里（2011年1月1日）。